# Гиштешть
Гиштешть, Гиштешті (рум. Gâștești) — село у повіті Ясси в Румунії. Адміністративно підпорядковане місту Пашкань.
Село розташоване на відстані 315 км на північ від Бухареста, 71 км на захід від Ясс.

## Населення
За даними перепису населення 2002 року у селі проживали 2949 осіб.
Національний склад населення села:
| Національність | Кількість осіб | Відсоток |
| -------------- | -------------- | -------- |
| румуни         | 2938           | 99,6%    |
| цигани         | 11             | 0,4%     |

Рідною мовою назвали:
| Мова      | Кількість осіб | Відсоток |
| --------- | -------------- | -------- |
| румунська | 2938           | 99,6%    |
| циганська | 11             | 0,4%     |